# Euxesta lunata
Euxesta lunata är en tvåvingeart som beskrevs av Friedrich Georg Hendel 1909. 
Euxesta lunata ingår i släktet Euxesta och familjen fläckflugor. Artens utbredningsområde är Peru. Inga underarter finns listade i Catalogue of Life.